# Léon Debatisse
Léon Debatisse (Ensival, 23 juni 1899 - Lambermont, 23 februari 1974) was een Belgisch syndicalist en politicus voor de POB en diens opvolger de PSB

## Levensloop
Aanvankelijk werkte hij als textielarbeider (1911 - 1914), later ging hij aan de slag als schoenmaker in de schoenfabriek Troxquet te Verviers. In 1921 werd hij beheerder van de Centrale der Leder- en Vellenbewerkers regio Verviers, in 1936 werd hij secretaris en in 1956 gewestelijk secretaris van deze vakcentrale, een functie die hij uitoefende tot 1 juli 1964. Tevens was hij van 1961 tot 1964 lid van het nationaal bestuur van de Algemene Centrale (AC).
In 1932 werd hij verkozen tot gemeenteraadslid van Lambermont. Vanaf 1938 was hij aldaar voorzitter van de COO. Later werd hij er schepen van onderwijs en in 1967 burgemeester.
In Lambermont is een straat naar hem vernoemd, met name de Rue Léon Debatisse.
1. ↑  Profiel van Léon Debatisse, Le Maitron